# كي كيتاجاوا
كي كيتاجاوا (16 يناير 1988 شيزوؤكا اليابان - ) هو لاعب كرة قدم ياباني، يلعب كمهاجم.